# Відслонення пісковиків (Брусія)
Відсло́нення пісковикі́в (Брусія) — геологічна пам'ятка природи місцевого значення в Україні. Розташована в Диканському районі Полтавської області, в селі Михайлівка, в частині села, яка носить назву Брусія. 
Площа 0,5 га. Є об'єктом Регіонального ландшафтного парку «Диканський». 
Пам'ятка природи розташована ліворуч від старої дороги до Диканьки, в урочищі Церковний Горб. Являє собою відслонення міоценових кварцових дрібнозернистих пісковиків з глинястим цементом та плямами гідроксидів заліза і марганцю. На поверхню виходять 10 брил, вкритих лишайником. Внаслідок ерозійних процесів пісковики поступово виходять на денну поверхню. 
На пісковикових брилах, від яких, ймовірно, пішла назва села Брусія, виявлені петрогліфи доби бронзи — ранньої залізної доби, що датуються II–I тисячоліттям до н. е.

## Галерея

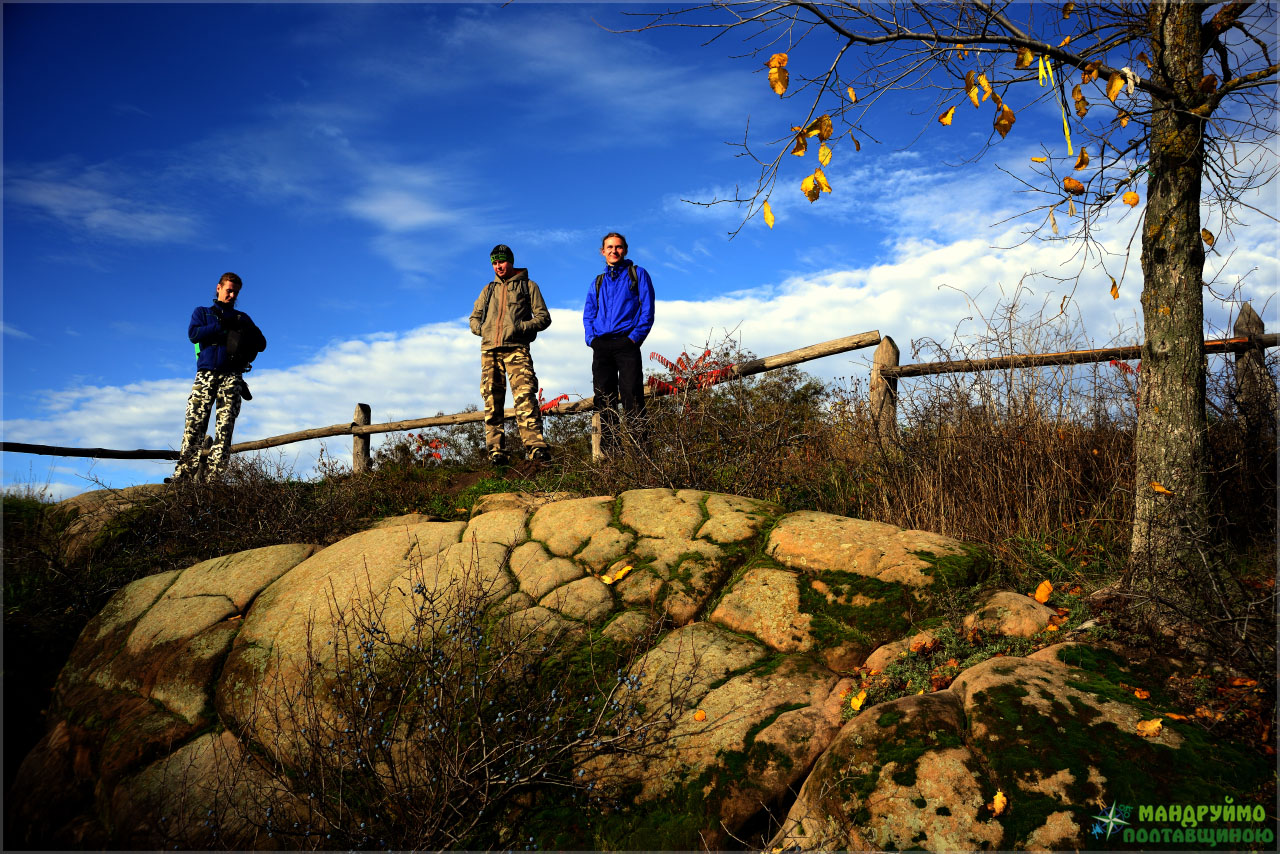
Фрагменти пісковиків
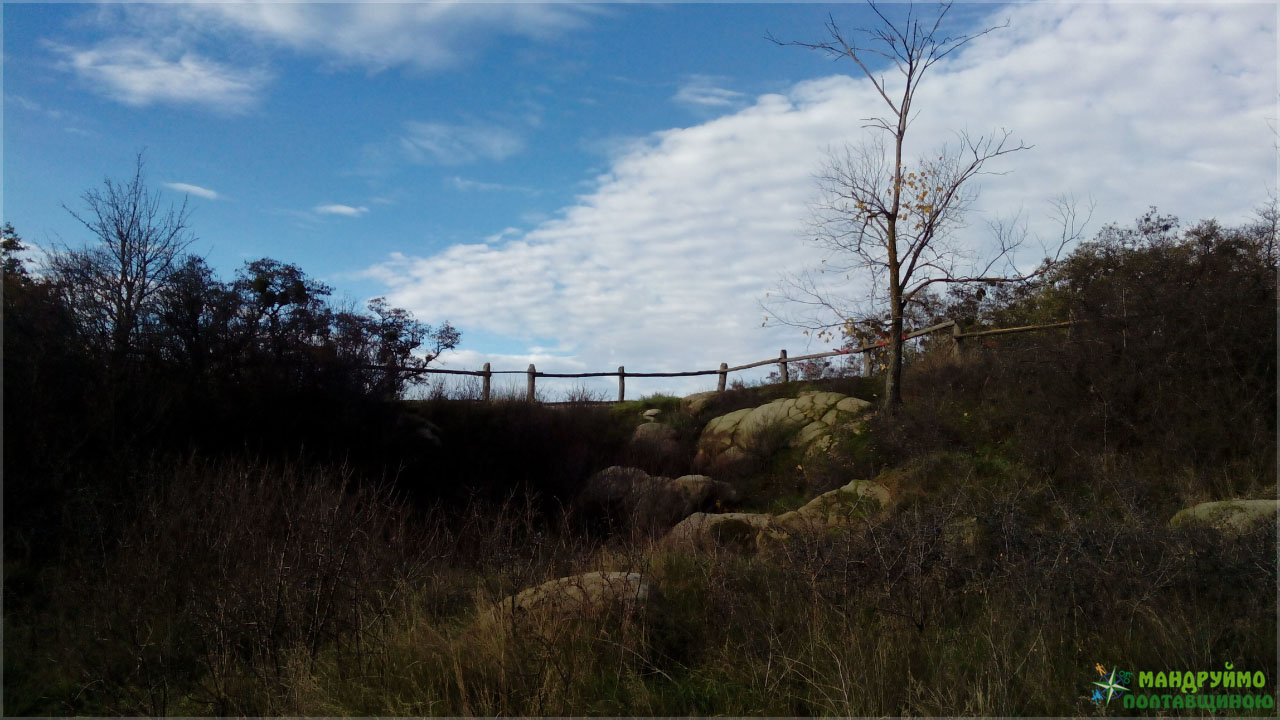
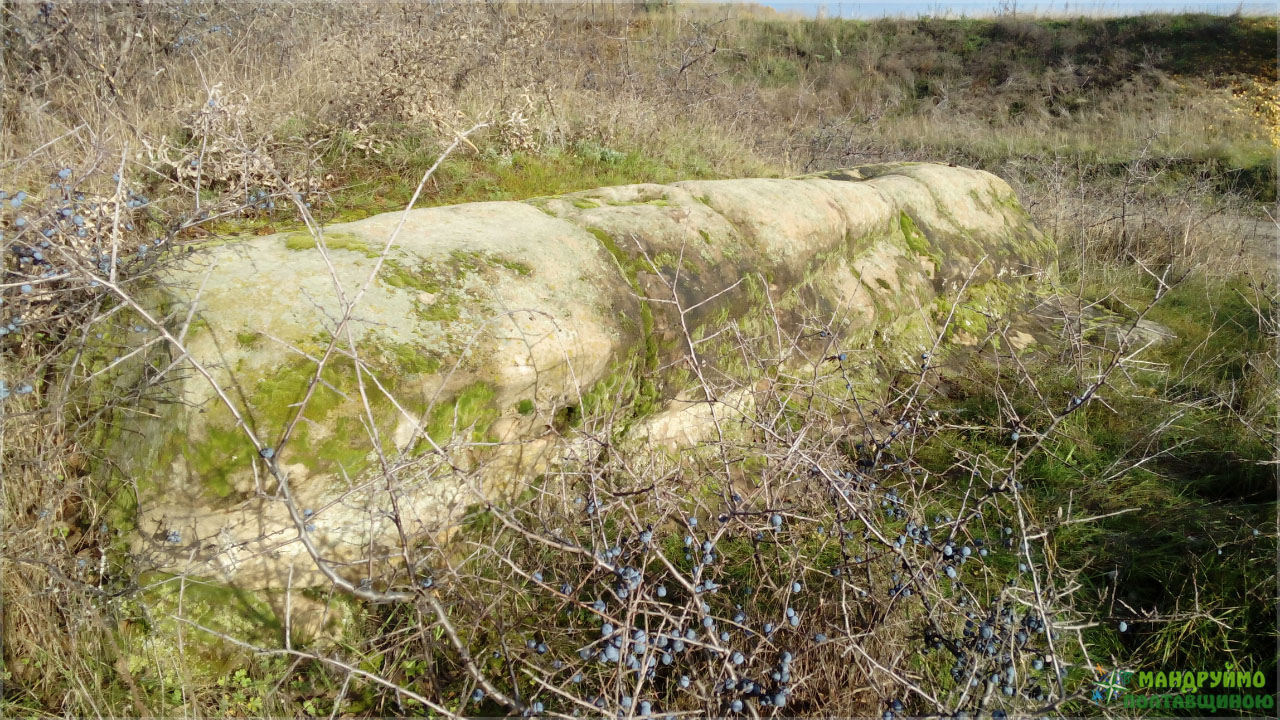
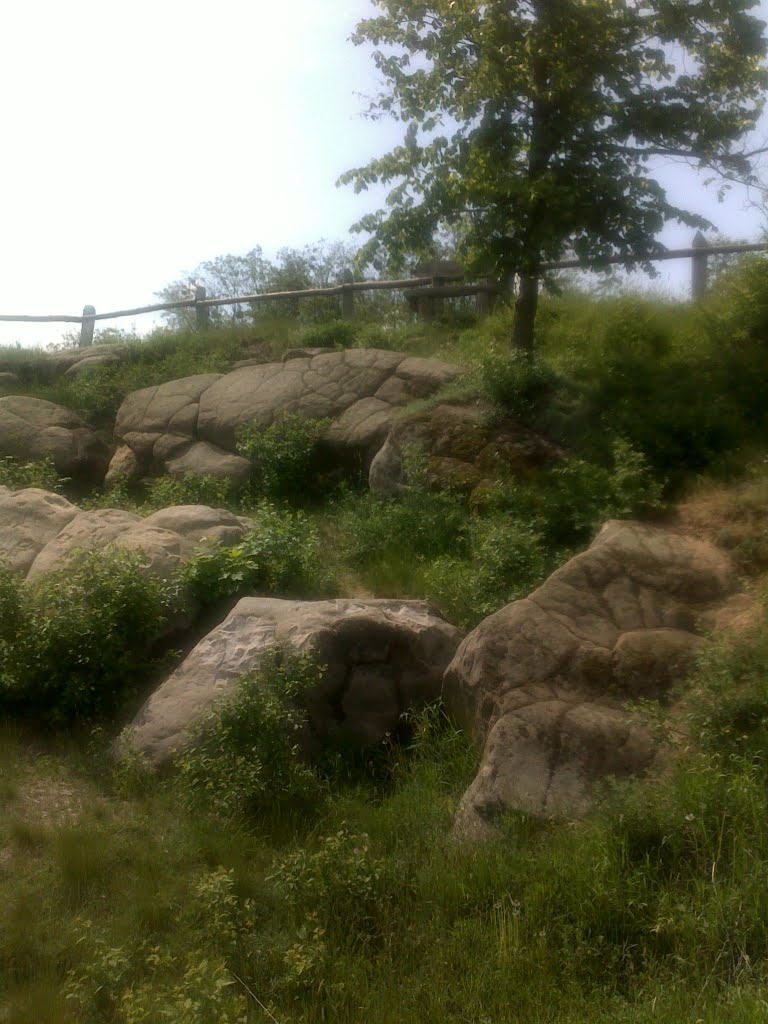
Пісковик